# Melanostomias bartonbeani
Melanostomias bartonbeani är en fiskart som beskrevs av Parr 1927. Melanostomias bartonbeani ingår i släktet Melanostomias och familjen Stomiidae. Inga underarter finns listade i Catalogue of Life.